# Sinfonía n.º 10 (Mozart)

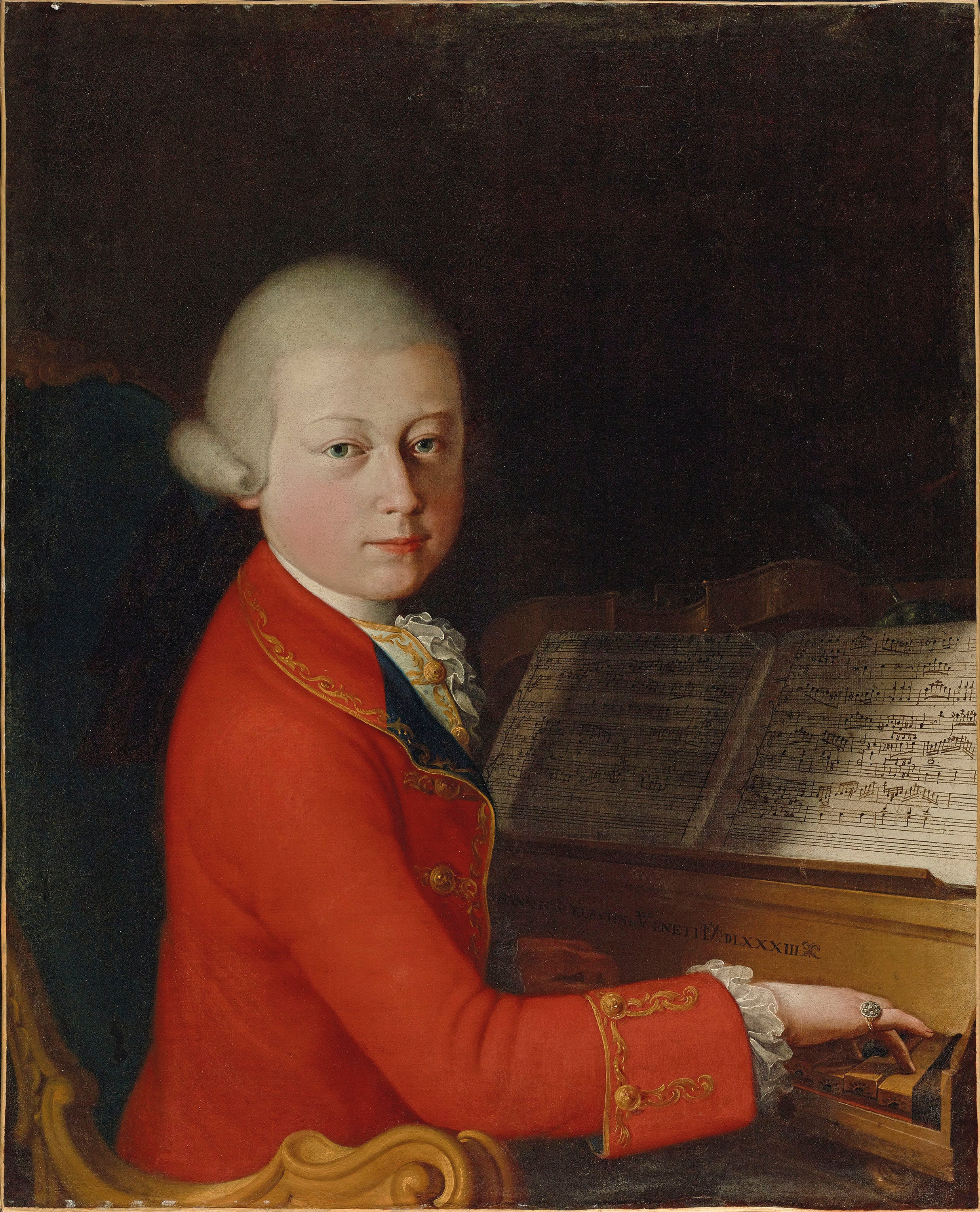
Mozart en 1770.

La Sinfonía n.º 10 en sol mayor, K. 74 fue compuesta por Wolfgang Amadeus Mozart en 1770, cuando el compositor tenía catorce años.

## Historia

### Contexto

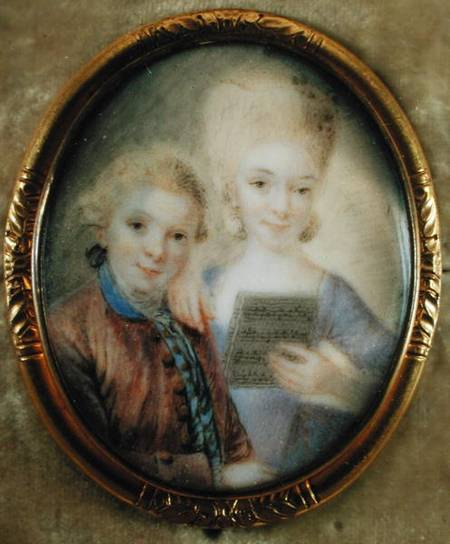
Wolfgang y Nannerl hacia 1763.

La carrera de Mozart como sinfonista había empezado en Londres durante el gran viaje de la familia Mozart por Europa entre junio de 1763 y noviembre de 1766. El padre Leopold Mozart planeó la gira para exhibir a sus prodigiosos hijos, Wolfgang y Nannerl en las principales cortes europeas. En ese tiempo Wolfgang compuso sus primeras obras del género, que tenían una deuda sustancial con las sinfonías de estilo galante italianizante en tres movimientos de Carl Friedrich Abel y Johann Christian Bach; también escuchó las sinfonías de compositores relevantes como Thomas Arne, William Boyce y Giuseppe Sammartini. Posteriormente Leopold y sus hijos pasaron en Viena varios meses de 1768 durante los cuales el joven maestro hizo un esfuerzo consciente por adaptar su estilo sinfónico a los gustos del público vienés, adoptando entre otras cosas la estructura en cuatro movimientos. Una afortunada consecuencia de los largos viajes del compositor en ciernes fue el contacto que le proporcionaron con una generosa muestra representativa de las tradiciones musicales europeas: alemana, británica, francesa e italiana.
El joven compositor y su padre realizaron tres viajes a Italia entre diciembre de 1769 y en mayo de 1773. En este periodo alternó sus visitas con estancias en Salzburgo durante las cuales creó la ópera Mitrídates, rey de Ponto, así como varias sinfonías con apreciable influencia del gusto italiano por la ópera bufa. En 1772 y 1773 el maestro austríaco vivió una etapa de entusiasmo por la escritura sinfónica, produciendo cada año siete nuevas sinfonías (n.º 15 - n.º 27). Después redujo su actividad en este campo y en los dos años siguientes sólo aparecieron tres nuevas piezas del género (n.º 28, 29 y 30).

### Composición
La composición de esta obra se desarrolló en 1770 probablemente durante su primer viaje a Italia. Entre diciembre de 1769 y marzo de 1771 el joven compositor y su padre realizaron su primer viaje a Italia. El 13 de diciembre de 1769 partieron desde Salzburgo hacia Milán provistos de recomendaciones. Mozart la comenzó en Milán en la época de carnaval y la terminó unos meses más tarde en Bolonia. Es posible que fuera la obertura de su ópera Mitrídates, rey de Ponto. La partitura autógrafa se conserva en la actualidad en la Biblioteca Jagellónica de Cracovia y se puede consultar en línea.

### Estreno y publicación
No se sabe con certeza la fecha y el lugar en que tuvo lugar el estreno de la sinfonía.
La primera edición fue llevada a cabo en 1879 por la editorial Breitkopf & Härtel en Leipzig, que publicó bajo la denominación Wolfgang Amadeus Mozarts Werke, Serie VIII, No. 10 tanto las partes como la partitura completa.

## Instrumentación
La partitura está escrita para una orquesta formada por:
- Viento madera: 2 oboes y [1 fagot].
- Viento metal: 2 trompas en sol.
- Teclado: [clavecín].
- Cuerda: una sección de cuerdas con 2 violines (primero y segundo), viola, violonchelo y contrabajo.

En las orquestas de aquella época era una práctica común emplear el fagot y el clavecín, si estaban presentes en la orquesta, para reforzar la línea del bajo o bien como continuo, incluso sin notación separada.

## Estructura y análisis
La sinfonía consta de tres movimientos:
- I. (Allegro), en sol mayor 4
4 – II. (Andante), en do mayor 3
8
- III. (Allegro), en sol mayor 2
4

La interpretación de esta obra dura aproximadamente entre 5 y 10 minutos. Sigue el estilo de la obertura italiana en tres movimientos, y prescinde del ruidoso apoyo de trompetas y timbales. En la partitura autógrafa no aparece ninguna indicación de tempo y ni observaciones adicionales de Mozart. Contiene la anotación "Ouverture zur Oper Mitridate" (Obertura a la ópera Mitridate) realizada por la mano de Johann Anton André, la cual está tachada a excepción de la palabra "Ouverture". Obviamente André estaba bajo la impresión de que esta pieza estaba originalmente planeada como una obertura a la ópera Mitridate, re di Ponto (que posee una obertura propia, diferente de esta sinfonía). 

### I.(Allegro)
El primer movimiento, Allegro, está escrito en la tonalidad de sol mayor, en compás de 4/4 y sigue la forma sonata. El movimiento inicial, de estilo obertura, se titula simplemente Introducción y se abre con acordes cortantes que llaman la atención, como para señalar el inminente comienzo de un drama. El motivo principal es un paseo rutinario arriba y abajo de la escala, complicado por algunas ideas lombardas formulistas, pero Mozart se luce aquí con las figuras sincopadas del segundo tema principal. La sección de desarrollo es en realidad una minúscula transición a la recapitulación.

### II.(Andante)
El segundo movimiento, Andante, está en do mayor y en compás de 3/8. Este Andante no está escrito como un movimiento independiente sino como la segunda parte del Allegro inicial, ya que sigue sin pausa inmediatamente después de una doble barra en el compás 118. Esencialmente toma la forma de un minueto de carácter pastoral, lleno de trinos de pájaros y música que sugiere arroyos burbujeantes.

### III.(Allegro)
El tercer y último movimiento, Allegro, retoma la tonalidad inicial y el compás es 2/4. Es un breve rondó, lanzado por una figura de violín que se escabulle y que pronto juega con síncopas y pizzicati.